# Salmo 58
El salmo 58  es, según la numeración hebrea, el quincuagésimo octavo salmo del Libro de los salmos de la Biblia. Corresponde al salmo 57 según la numeración de la Biblia Septuaginta griega, empleada también en la Vulgata latina. Por este motivo, recogiendo la doble numeración, a este salmo también se le refiere como el salmo 58 (57).
Comienza en inglés en la versión de la Biblia del Rey Jacobo : "¿A la verdad habláis justicia, oh congregación?". En latín, se conoce como "In finem ne disperdas David".
Es uno de los seis salmos etiquetados como michtam , que puede significar "grabado", "escultura", "dorado" o "secreto".  También está clasificado como uno de los Salmos Imprecatorios. Salmo 58 es un complemento del Salmo 57 , que también describe la difícil relación de David con Saúl .
El salmo es una parte regular de las liturgias judía , católica , luterana , anglicana y otras liturgias protestantes.

## Temas
El Midrash Tehilim conecta las palabras Al taschet (en hebreo : אַל-תַּשְׁחֵת , no destruir) en el versículo hebreo 1 con el episodio en el que David llevó a Abisai al campamento de Saúl y tuvo la oportunidad de matar a Saúl mientras dormía. David dijo: " Al tashhitahu ( hebreo : אַל-תַּשְׁחִיתֵהוּ , no lo destruyas" ( I Samuel 26: 9 ), lo que hace eco de estas palabras, poniendo la animosidad de Saúl hacia David como el tema de este salmo.  El salmo también alude a Abner, el jefe del ejército de Saúl, quien no admitió la justicia de David cuando David se abstuvo de matar a Saúl en la cueva.  Henry sugiere que David compuso el Salmo 58 después de que Saúl usó la fuerza de la ley para marcar a David como un traidor a la corona.
David exhorta extensamente contra las personas inicuas  o contra los jueces inicuos, estos últimos posiblemente refiriéndose a aquellos que se pusieron del lado de Saúl.  David usa un lenguaje muy descriptivo comparando a los malvados con serpientes, serpientes, cobras y leones, y ora a Dios para que "les rompa los dientes en la boca, rompa las muelas de los leoncillos ... Sus flechas, que sean como si se desmoronaran en pedazos ".
Citando a Jerónimo (santo) , George Haydock afirma que la descripción de los jueces malvados se refiere "a los procedimientos de los judíos contra Cristo", y agrega que el salmo condena a los "hipócritas" y "detractores".

## Texto
La siguiente tabla muestra el texto en hebreo del salmo con vocales, junto con el texto en griego koiné de la Septuaginta y la traducción al español de la Biblia del Rey Jacobo. Téengase en cuenta que el significado puede diferir ligeramente entre estas versiones, ya que la Septuaginta y el texto masorético provienen de tradiciones textuales diferentes. En la Septuaginta, este salmo está numerado como Salmo 57.
| #      | Hebreo                                          | Español | Griego                                                                                              |
| ------ | ----------------------------------------------- | --- | --------------------------------------------------------------------------------------------------- |
| [ 10 ] | לַמְנַצֵּ֥חַ אַל־תַּשְׁחֵ֗ת לְדָוִ֥ד מִכְתָּֽם׃                        | (Al músico principal, Altaschith, Michtam de David).                                                                                         | Εἰς τὸ τέλος· μὴ διαφθείρῃς· τῷ Δαυΐδ εἰς στηλογραφίαν. -                                           |
| 1      | הַאֻמְנָ֗ם אֵ֣לֶם צֶ֭דֶק תְּדַבֵּר֑וּן מֵישָׁרִ֥ים תִּ֝שְׁפְּט֗וּ בְּנֵ֣י אָדָֽם׃      | ¿Habláis con justicia, oh congregación? ¿Juzgáis con rectitud, hijos de los hombres?                                                         | ΕΙ ΑΛΗΘΩΣ ἄρα δικαιοσύνην λαλεῖτε; εὐθείας κρίνετε οἱ υἱοὶ τῶν ἀνθρώπων;                            |
| 2      | אַף־בְּלֵב֮ עוֹלֹ֢ת תִּפְעָ֫ל֥וּן בָּאָ֡רֶץ חֲמַ֥ס יְ֝דֵיכֶ֗ם תְּפַלֵּסֽוּן׃       | Sí, en vuestro corazón hacéis maldad; pesáis en la tierra la violencia de vuestras manos.                                                    | καὶ γὰρ ἐν καρδίᾳ ἀνομίαν ἐργάζεσθε ἐν τῇ γῇ, ἀδικίαν αἱ χεῖρες ὑμῶν συμπλέκουσιν.                  |
| 3      | זֹ֣רוּ רְשָׁעִ֣ים מֵרָ֑חֶם תָּע֥וּ מִ֝בֶּ֗טֶן דֹּבְרֵ֥י כָזָֽב׃               | Los malvados están alejados desde el seno materno; se descarrían desde que nacen, hablando mentiras.                                         | ἀπηλλοτριώθησαν οἱ ἁμαρτωλοὶ ἀπὸ μήτρας, ἐπλανήθησαν ἀπὸ γαστρός, ἐλάλησαν ψευδῆ.                   |
| 4      | חֲמַת־לָ֗מוֹ כִּדְמ֥וּת חֲמַת־נָחָ֑שׁ כְּמוֹ־פֶ֥תֶן חֵ֝רֵ֗שׁ יַאְטֵ֥ם אׇזְנֽוֹ׃    | Su veneno es como el veneno de una serpiente: son como la víbora sorda que tapa sus oídos;                                                   | θυμὸς αὐτοῖς κατὰ τὴν ὁμοίωσιν τοῦ ὄφεως, ὡσεὶ ἀσπίδος κωφῆς καὶ βυούσης τὰ ὦτα αὐτῆς,              |
| 5      | אֲשֶׁ֣ר לֹֽא־יִ֭שְׁמַע לְק֣וֹל מְלַחֲשִׁ֑ים חוֹבֵ֖ר חֲבָרִ֣ים מְחֻכָּֽם׃        | Que no escuchará la voz de los encantadores, por muy sabios que sean.                                                                        | ἥτις οὐκ εἰσακούσεται φωνῆς ἐπᾳδόντων, φαρμάκου τε φαρμακευομένου παρὰ σοφοῦ.                       |
| 6      | אֱֽלֹהִ֗ים הֲרׇס־שִׁנֵּ֥ימֽוֹ בְּפִ֑ימוֹ מַלְתְּע֥וֹת כְּ֝פִירִ֗ים נְתֹ֣ץ ׀ יְהֹוָֽה׃ | Rompe sus dientes, oh Dios, en su boca; rompe las grandes muelas de los leones, oh Señor.                                                    | ὁ Θεὸς συντρίψει τοὺς ὀδόντας αὐτῶν ἐν τῷ στόματι αὐτῶν, τὰς μύλας τῶν λεόντων συνέθλασεν ὁ Κύριος· |
| 7      | יִמָּאֲס֣וּ כְמוֹ־מַ֭יִם יִתְהַלְּכוּ־לָ֑מוֹ יִדְרֹ֥ךְ חִ֝צָּ֗ו כְּמ֣וֹ יִתְמֹלָֽלוּ׃   | Que se derritan como aguas que corren continuamente; cuando él incline su arco para disparar sus flechas, que sean como cortados en pedazos. | ἐξουδενωθήσονται ὡσεὶ ὕδωρ διαπορευόμενον· ἐκτενεῖ τὸ τόξον αὐτοῦ ἕως οὗ ἀσθενήσουσιν.              |
| 8      | כְּמ֣וֹ שַׁ֭בְּלוּל תֶּ֣מֶס יַהֲלֹ֑ךְ נֵ֥פֶל אֵ֝֗שֶׁת בַּל־חָ֥זוּ שָֽׁמֶשׁ׃          | Como un caracol que se derrite, que todos ellos perezcan; como el aborto de una mujer, para que no vean el sol.                              | ὡσεὶ κηρὸς τακεὶς ἀνταναιρεθήσονται· ἔπεσε πῦρ ἐπ᾿ αὐτούς, καὶ οὐκ εἶδον τὸν ἥλιον.                 |
| 9      | בְּטֶ֤רֶם ׀ יָבִ֣ינוּ סִּירֹתֵכֶ֣ם אָטָ֑ד כְּמוֹ־חַ֥י כְּמוֹ־חָ֝ר֗וֹן יִשְׂעָרֶֽנּוּ׃ | Antes de que vuestras ollas puedan sentir las espinas, él las quitará como un torbellino, tanto a los vivos como a los muertos, en su ira.   | πρὸ τοῦ συνιέναι τὰς ἀκάνθας αὐτῶν τὴν ῥάμνον, ὡσεὶ ζῶντας, ὡσεὶ ἐν ὀργῇ καταπίεται αὐτούς.         |
| 10     | יִשְׂמַ֣ח צַ֭דִּיק כִּי־חָזָ֣ה נָקָ֑ם פְּעָמָ֥יו יִ֝רְחַ֗ץ בְּדַ֣ם הָרָשָֽׁע׃       | El justo se regocijará cuando vea la venganza; lavará sus pies en la sangre de los impíos.                                                   | εὐφρανθήσεται δίκαιος, ὅταν ἴδῃ ἐκδίκησιν· τὰς χεῖρας αὐτοῦ νίψεται ἐν τῷ αἵματι τοῦ ἁμαρτωλοῦ.     |
| 11     | וְיֹאמַ֣ר אָ֭דָם אַךְ־פְּרִ֣י לַצַּדִּ֑יק אַ֥ךְ יֵשׁ־אֱ֝לֹהִ֗ים שֹׁפְטִ֥ים בָּאָֽרֶץ׃  | Para que el hombre diga: «Ciertamente hay recompensa para el justo; ciertamente hay un Dios que juzga en la tierra».                         | καὶ ἐρεῖ ἄνθρωπος· εἰ ἄρα ἐστὶ καρπὸς τῷ δικαίῳ, ἄρα ἐστὶν ὁ Θεὸς κρίνων αὐτοὺς ἐν τῇ γῇ.           |

## Comentarios

### De la iglesia católica

#### A todo el salmo
El clamor dirigido a Dios en el salmo anterior —“Levántate, oh Dios”— se concreta ahora en el Salmo 58, donde se pone el foco en quienes se exalten a sí mismos como “poderosos” en este mundo (Sal 58,2). Estos personajes, aunque ejerzan poder como jueces, no podrán oponerse con éxito a aquel que se apoya plenamente en el Señor; también ellos están sujetos al juicio divino (cf. Sal 50,4.16). Al abordar temas ya presentes en salmos previos, el Salmo 58 se configura como una reafirmación de la seguridad que tiene el fiel en la justicia de Dios.
El salmo comienza con una denuncia contra los jueces por su falta de equidad (vv. 2-3) y prosigue describiendo el carácter corrupto de sus decisiones (vv. 4-6). Luego, el salmista implora a Dios que frustre sus planes (vv. 7-9) y anticipa su inminente ruina (v. 10), en marcado contraste con el gozo del justo que presencia dicha caída (vv. 11-12). El hilo conductor del salmo es el tema de la justicia: aquella que los jueces malvados no ejercen (v. 2) y que Dios, por el contrario, sí garantiza (v. 12).
Jesús retoma la figura del juez injusto en su enseñanza, representándolo como símbolo del poderoso que no escucha al pobre que clama por justicia. Sin embargo, a diferencia del tono severo del salmo, el Señor muestra que incluso este juez puede ser conmovido por la perseverancia del humilde.

#### A los versículos 1-9
El término hebreo traducido como «poderosos» en este salmo es de interpretación compleja; algunos lo leen como «dioses», lo cual podría reforzar, quizá de manera irónica, la autoridad que se atribuye a los jueces terrenales. Este doble sentido subraya la pretensión de poder de quienes deberían impartir justicia. El versículo 3 también plantea dificultades de traducción: suele entenderse que estos jueces no solo conciben la violencia en su interior —es decir, en sus pensamientos y deseos—, sino que además la ejecutan activamente con sus propias manos. La maldad en ellos no es un comportamiento puntual, sino un hábito persistente, arraigado desde siempre y ajeno a la obediencia a Dios. La oración imprecatoria que sigue se expresa con imágenes intensas y vívidas, propias del lenguaje bíblico que denuncia con fuerza el mal. Para comprender su recepción dentro de la tradición eclesial, resulta útil considerar también textos como el Salmo 109, especialmente los versículos 16 al 20.

#### A los versículos 10-12
El versículo 10, aunque de redacción oscura, parece expresar que la fortuna de los impíos es efímera: su caída es tan rápida como el fuego de una zarza seca que, al arder con facilidad, apenas si llega a calentar el caldero. Esta imagen sugiere la inmediatez con que se extinguirá su poder. En claro contraste, el justo experimenta gozo al ver la acción de Dios, y todos pueden percibir con claridad que Él interviene con justicia. Las expresiones gráficas del versículo 11, por su crudeza, remarcan la victoria absoluta de Dios en su juicio contra el mal.
La dureza de varios pasajes del salmo (vv. 7-9, 11) ha motivado que no se incluya en la liturgia cristiana. Sin embargo, su contenido sigue vigente en la enseñanza de la Iglesia, que proclama la realidad del juicio divino como parte esencial de la fe. Según el Catecismo de la Iglesia Católica, al final de los tiempos Cristo revelará el estado interior de los corazones y retribuirá a cada cual según sus obras y la apertura o el rechazo de la gracia (cf. CEC 682). De igual modo, el Catecismo Romano subraya la necesidad de un juicio público y universal, no solo como manifestación solemne de la justicia de Dios, sino también como respuesta a las dudas humanas ante el aparente éxito de los malvados. Este juicio será la ocasión para que todos reconozcan la providencia divina y se disipen las quejas de quienes, incluso siendo justos, han llegado a cuestionar el silencio de Dios ante la injusticia.

## Interpretación
Para interpretar este salmo, su tema Ay de los jueces malvados se adjuntó a la historia de Absalón . De hecho, sabemos que estos últimos y sus partidarios fueron en la administración de justicia un medio de desprender de David el corazón de sus súbditos. El salmista los llama con dureza y les retrata su maldad, luego les pide su castigo. En última instancia, prevé el gozo de los justos y la gloria de Dios (versículos 11 y 12). En el contexto tradicional y espiritual, el Salmo 58 sí se aplicó a los asesinos del Salvador judíos y castigó de una manera tan brillante y también a los perseguidores de la Iglesia.

## Esquema
Hermann Gunkel divide el salmo de la siguiente manera:
- Versículo 2f .: Saludo y pregunta[15]
- Versículo 3: reproche[16]
- Versículos 4–10: Los malvados siervos de los "dioses" [17]
  - Versículos 4-6: Tu comportamiento nefasto
  - Versículos 7-10: Maldiciones sobre ellos
- Versículo 11f .: Deseo de los justos

## Problemas críticos con el texto
El salmo plantea el problema de dirigirse a "dioses" en hebreo. אלםse entiende.  Aquí hay dos interpretaciones diferentes: o el salmista entiende por esto, como en el Salmo 82 en realidad dioses como miembros del panteón o gobernantes que son referidos irónicamente como "dioses". La última variante sugiere muchas de las traducciones: La biblia del Rey Jacobo , Nueva Version Internacional ,Biblia de Ginebra , Biblia de las Buenas Nuevas y  Versión Nueva Vida de la Biblia hablan de "poderoso", mientras que solo el mismo texto fiel Nueva Version Internacional traducido como "dioses".

## Usos

### Judaísmo
El versículo 9 en hebreo lo dice el caracol en Perek Shirah .
Todo el capítulo se recita como protección contra un perro agresivo.

### Iglesia católica
Desde principios de la Edad Media, los monasterios usaban este salmo en la oficina de Matins el martes  acuerdo con la Regla de San Benito de Benito de Nursia que se estableció alrededor del año 530.
En la Liturgia de las horas actual el rezo de este salmo ha sido excluido por cierta dificultad psicológica debido a su carácter imprecatorio. Debido a su naturaleza ofensiva como salmo de maldición , este salmo, así como los Salmos 83 y 109, así como otros versículos individuales, fueron eliminados de la Liturgia de las Horas de la Iglesia Católica en 1970 .

### Omisión en varios leccionarios
Debido a que este es un Salmo imprecatorio, el Libro Canadiense de Oración Común de 1962 omite el Salmo 58 (y el Salmo 137).  Varios otros Salmos imprecatorios se omiten de varios leccionarios que generalmente tienen el Salmo 58 entre los redactados. Los evangélicos tienden a estar en desacuerdo y ven un valor en estos pasajes.